# Silphium laciniatum
Silphium laciniatum es una especie de planta de la familia Asteraceae. Es nativa de la zona central y oriental de Norteamérica: concretamente, se distribuye por Ontario, Nueva York, Alabama y por las praderas de Dakota del Norte, Colorado y Texas.

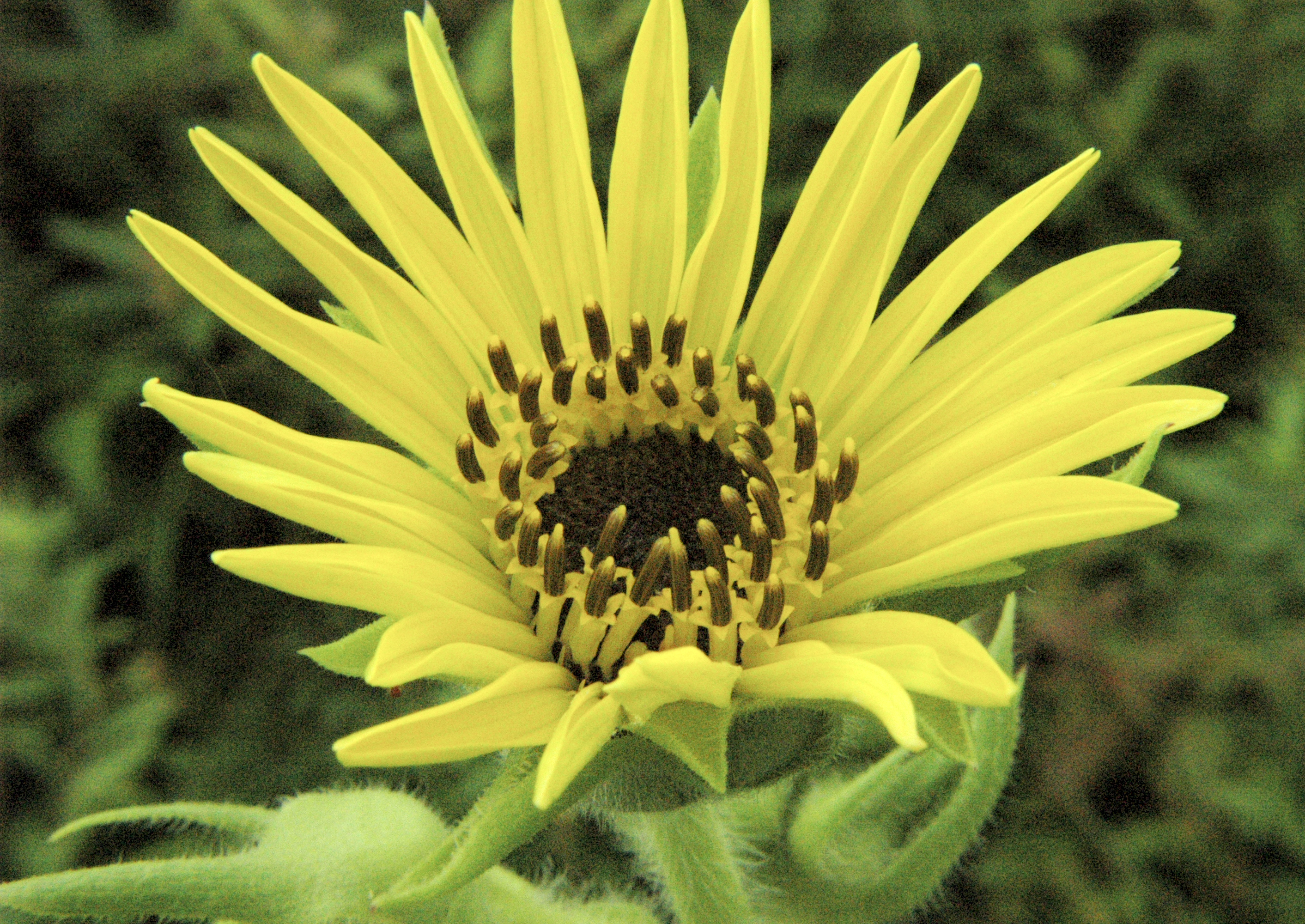
Flor

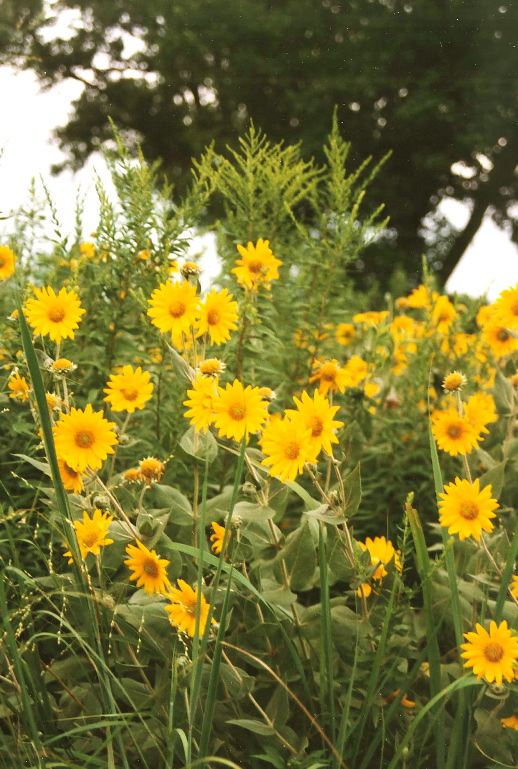
En su hábitat

## Descripción
Se trata de una planta perenne de porte herbáceo; posee cierta similitud con el girasol en este aspecto. Posee una altura dentro de un rango de uno a cuatro metros, con tallos cubiertos de indumento, híspido, escabroso o hirsuto. 
Las hojas son pecioladas o sésiles y se encuentran dispuestas de forma alterna, y son pinnatilobuladas. Las hojas basales miden 40 cm de longitud; conforme se asciende en el tallo, van siendo cada vez menores.
Las inflorescencias, típicamente en capítulo como todas las Compuestas, poseen un diámetro de 5 a 12 cm. Poseen tanto lígulas como flósculos, de color amarillo. Su fenología, es decir, la época de floración, es en la transición del verano al otoño: generalmente, de julio a septiembre.
Los frutos, en cipsela, poseen un tamaño de  10 a 18 mm de longitud por 6 a 12 mm de anchura.
El número cromosómico de los individuos diploides (2n) es 14.

## Curiosidades y usos
En inglés, S. laciniatum recibe el nombre de «compass plant», es decir, planta brújula. Esto se debe a que los individuos presentan un tactismo en su follaje que determina la orientación de este en dirección norte a sur. Esto se debe a que de esta forma presentan una superficie mínima expuesta a la irradiación solar del mediodía, muy calorífica y potencialmente lesiva por deshidratación.
Los indígenas americanos emplearon esta especie como planta medicinal; la función que se le atribuyó fue como vermífugo, diurético antitusígeno y antiasmático. Sus principios activos se extraen por incisión en el tallo y captación de la resina producida.

## Taxonomía
Silphium laciniatum fue descrita por Carlos Linneo y publicado en Species Plantarum 2: 919–920. 1753.